# Clerodendrum paniculatum
Espèce
Classification phylogénétique

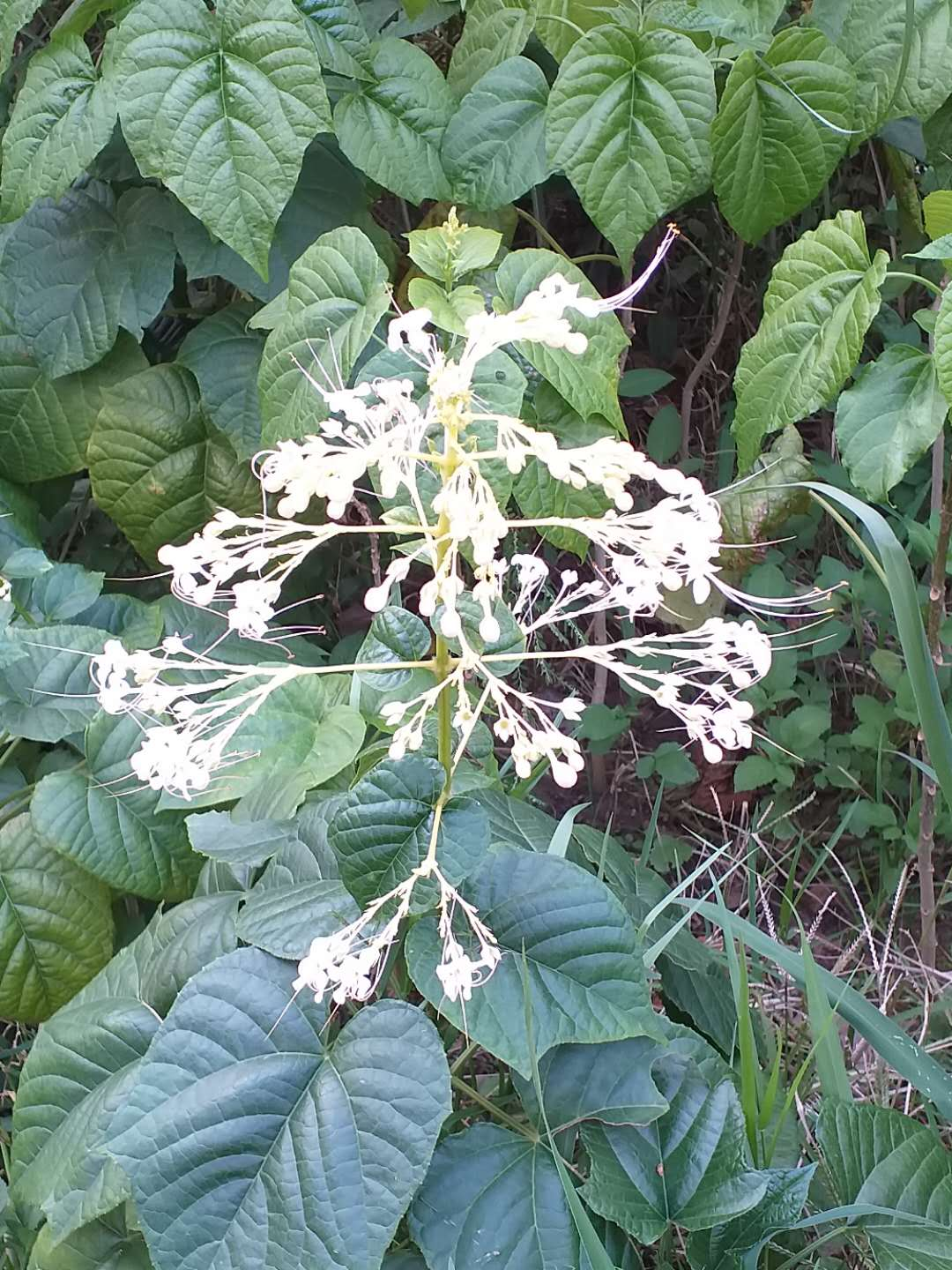
Clerodendrum paniculatum L. à l'Exposition florale internationale de Taichung en 2018, à Taïwan.

Clerodendrum paniculatum est une espèce de plantes à fleurs de la famille des Verbenaceae, selon la classification classique, ou des Lamiaceae, selon la classification phylogénétique. C’est un arbuste originaire d'Asie du Sud Est.

## Synonymes
- Clerodendron pyramidale Andrews
- Clerodendrum diversifolium Vahl, D'Arcy.
- Clerodendrum pyramidale Andrews
- Clerodendrum splendidum Wall. ex Griff.
- Volkameria angulata Lour.

## Description
C'est un arbuste d'une hauteur de 2 mètres avec les fleurs en panicule pyramidale.

## Répartition
On trouve l'espèce entre 100 et 500 m d'altitude en Chine (Fujian, Guangdong), Taïwan, Bangladesh, Cambodge, Indonésie, Laos, Malaisie, Myanmar, Thaïlande et Vietnam.

## Galerie

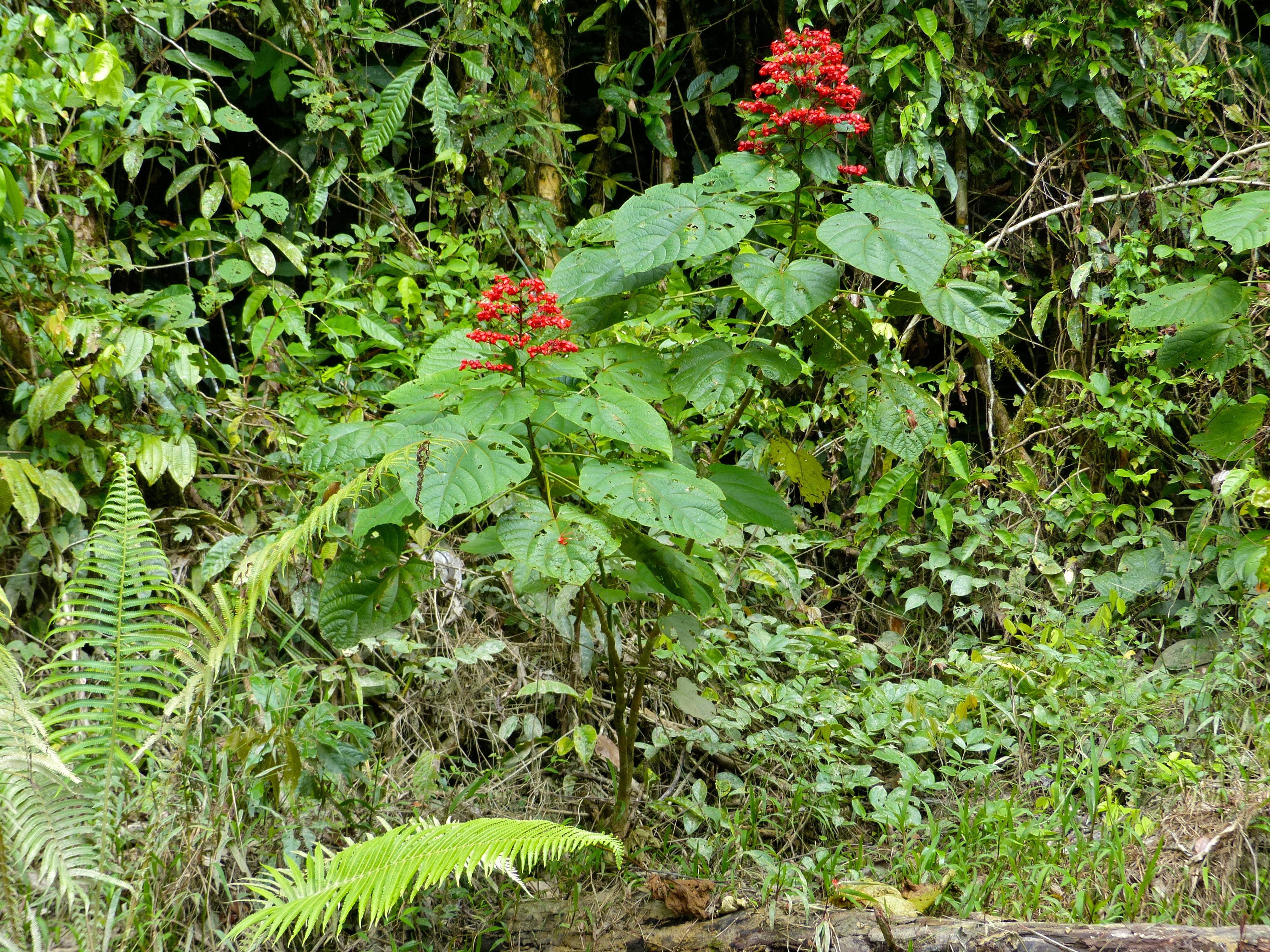
Plante (Parc national du Gunung Mulu, en Malaisie).
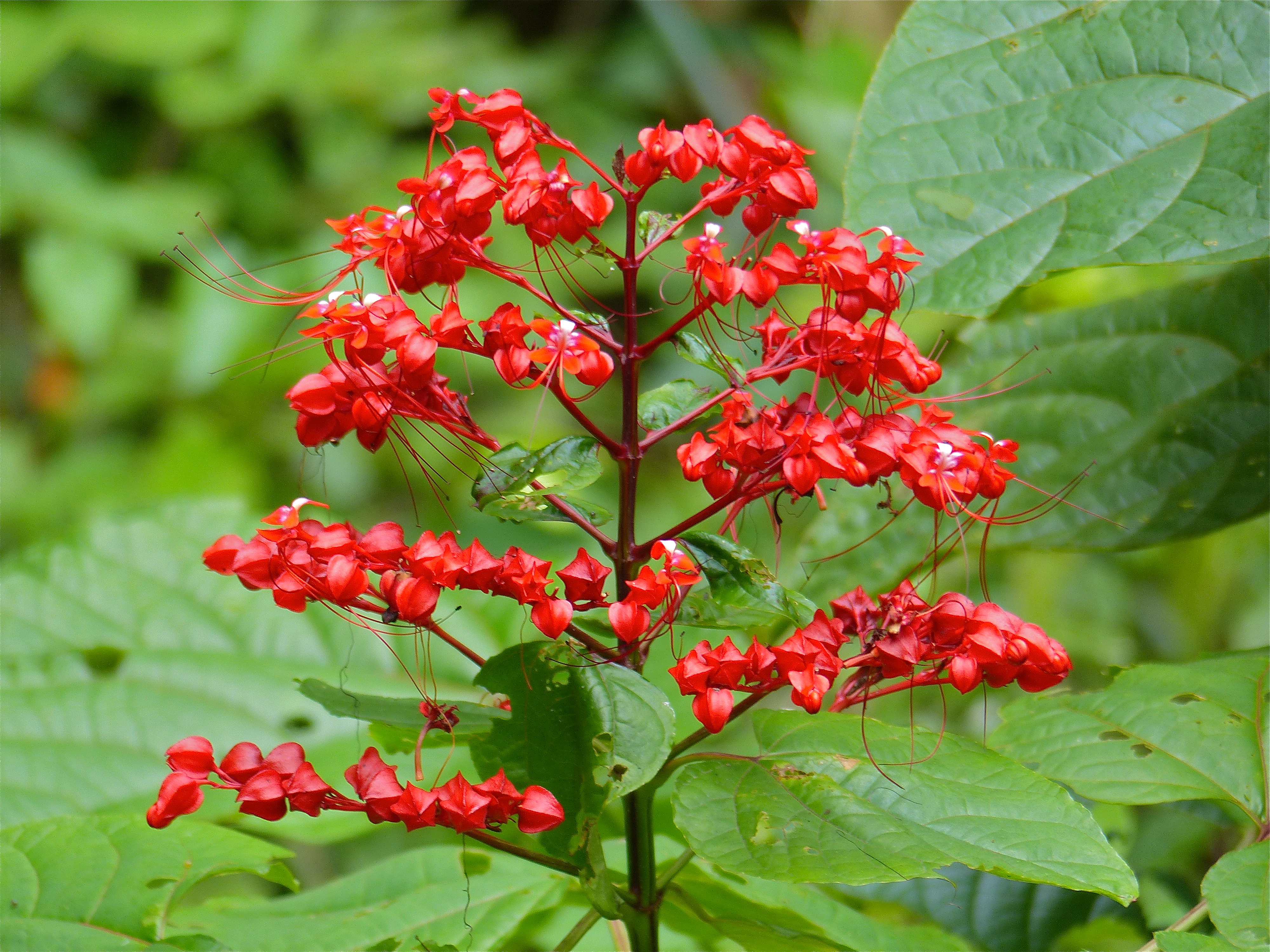
Fleurs.
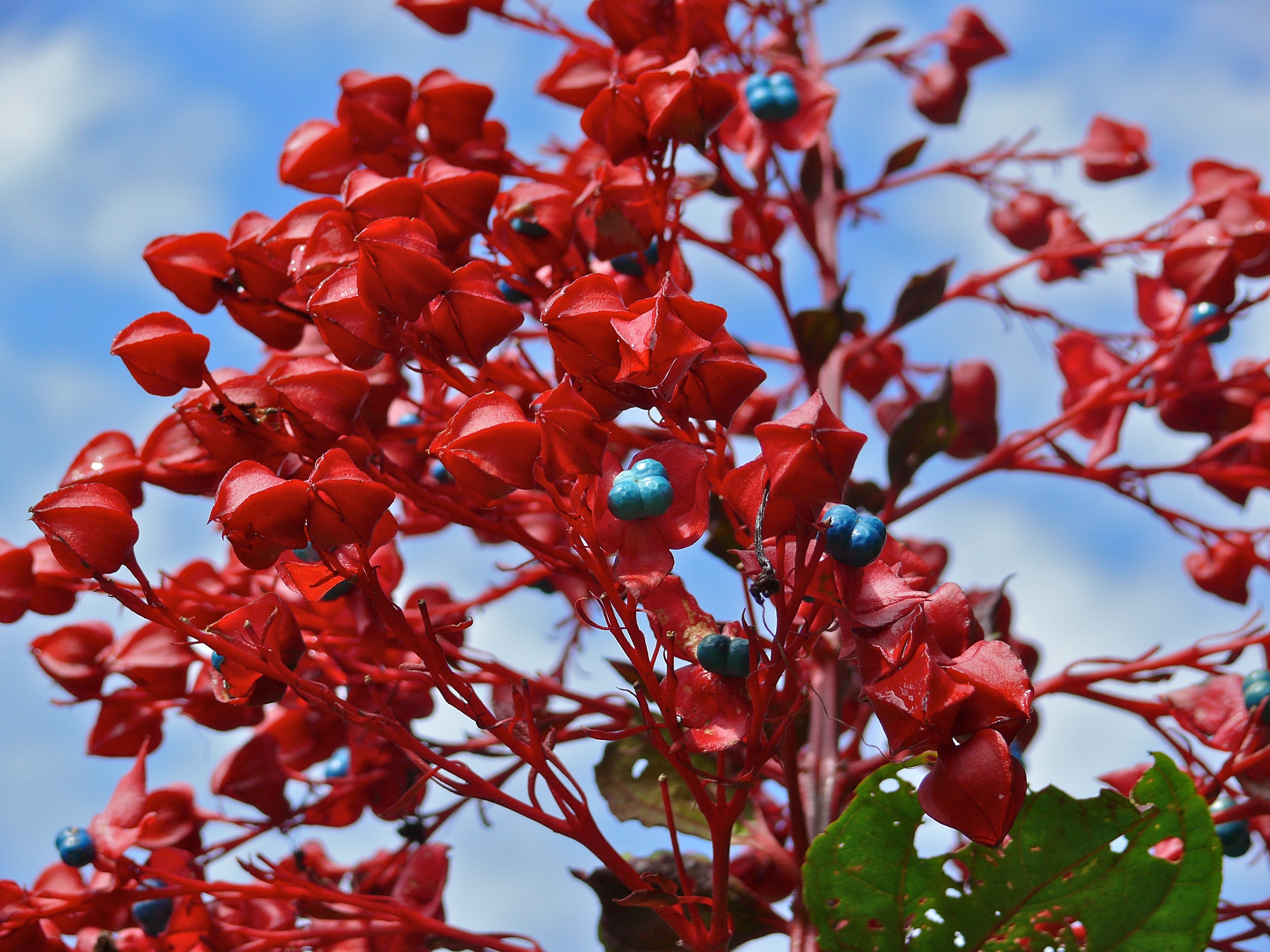
Fruits.